# Offa (roi de Mercie)
Vous lisez un « bon article » labellisé en 2015.
Pour les articles homonymes, voir Offa.
Offa est roi de Mercie de 757 à sa mort, le 29 juillet 796.
Il monte sur le trône dans un contexte troublé : Æthelbald, roi depuis 716, est assassiné en 757, et son successeur Beornred ne règne que quelques mois avant d'être supplanté par Offa. Après avoir rétabli l'autorité mercienne sur les peuples des Midlands, Offa étend vers 770 sa suzeraineté sur les royaumes de Kent et de Sussex. Il s'allie avec le roi du Wessex Beorhtric et soumet l'Est-Anglie dans les années 780.
À la fin de son règne, Offa est sans conteste le plus puissant monarque de Grande-Bretagne. Il entretient une correspondance avec Charlemagne et finance la construction de nombreux établissements religieux, malgré ses relations conflictuelles avec Jænberht, l'archevêque de Cantorbéry. Il ne parvient cependant pas à établir une dynastie durable : son fils et successeur Ecgfrith ne lui survit que cinq mois, et c'est un cousin éloigné, Cenwulf, qui devient roi après lui.
De nombreux historiens considèrent Offa comme le plus important monarque anglo-saxon avant Alfred le Grand. Un témoignage évident de sa puissance est la digue d'Offa, une barrière de terre de 130 km de long édifiée sous son règne à la frontière du pays de Galles. Son règne a longtemps été considéré comme une étape vers l'unification de l'Angleterre, mais ce point de vue n'est plus majoritaire parmi les historiens.

## Sources

Les royaumes de Grande-Bretagne à l'époque d'Offa.

Il ne subsiste aucune biographie contemporaine d'Offa. Bien que les royaumes anglo-saxons aient produit de nombreux lettrés, aucune chronique d'origine mercienne n'est connue, ce qui contraint les historiens à s'appuyer sur des sources provenant d'autres royaumes, avec les biais que cela présuppose. Ainsi, la Chronique anglo-saxonne, une série d'annales en vieil anglais qui constitue l'une des principales sources littéraires pour l'histoire de cette période, trahit par endroits un point de vue favorable au Wessex, le royaume où elle a été compilée. Elle ne rend donc peut-être pas exactement compte du pouvoir détenu par Offa. Une autre source cruciale, l'Histoire ecclésiastique du peuple anglais écrite par le moine northumbrien Bède le Vénérable au VIIIe siècle, souffre du même problème. Bien qu'elle ne couvre qu'une période s'arrêtant à l'année 731 (une continuation anonyme la poursuit jusqu'en 766), elle permet d'éclairer le contexte dans lequel Offa est arrivé au pouvoir,.
Il existe néanmoins des sources provenant du royaume de Mercie, au premier rang desquelles les chartes, des documents qui entérinent la donation de terres à des laïcs ou à des hommes d'église. Les rois ayant le pouvoir d'accorder ces terres figurent comme témoins sur ces chartes,. Une charte peut indiquer les noms d'un roi vassal et de son suzerain dans la liste des témoins. Ainsi, le diplôme d'Ismere mentionne Æthelric, fils du roi Oshere des Hwicce, en tant que subregulus (« sous-roi ») d'Æthelbald,. Le Tribal Hidage, une liste de peuples anglo-saxons avec le nombre de hides qu'ils occupent, pourrait être un document mercien compilé sur ordre d'Offa, mais ce n'est pas certain.
Du règne d'Offa datent également un nombre significatif de lettres, notamment celles du moine Alcuin, conseiller de Charlemagne qui correspond avec des rois, des nobles et des hommes d'Église de toute l'Angleterre. Ces lettres éclairent notamment les relations d'Offa avec l'Europe continentale, tout comme ses monnaies qui sont basées sur des modèles carolingiens.
Les historiens anglais postérieurs à la conquête normande de l'Angleterre comme Jean de Worcester, Guillaume de Malmesbury et Henri de Huntingdon offrent parfois des informations inédites sur les événements de la période anglo-saxonne, informations qu'ils ont pu reprendre de sources perdues depuis. Deux chroniqueurs du XIIIe siècle issus de l'abbaye de St Albans se sont particulièrement intéressés à Offa, le fondateur de leur monastère : Roger de Wendover et Matthieu Paris. Ce dernier est l'auteur des Vitae duorum Offarum, un récit romancé de la vie d'Offa et de son ancêtre légendaire Offa d'Angeln.

## Ascendance et avènement
- Pybba
  -  Penda (mort en 655)
  - Eowa
    - Alweo
      -  Æthelbald (mort en 757)

    - Osmod
      - Eanwulf
        - Thingfrith
          -  Offa (mort en 796) ép. Cynethryth
            -  Ecgfrith (mort en 796)
            - Ælfflæd ép. Æthelred Ier de Northumbrie
            - Eadburh ép. Beorhtric de Wessex
            - Æthelburh (abbesse)
            - ?  Ælfthryth (religieuse)

L'ascendance d'Offa est donnée dans la « Collection anglienne », un ensemble de généalogies qui retrace (entre autres) les ascendances de quatre rois de Mercie. Toutes ces lignées descendent de Pybba, roi de Mercie au début du VIIe siècle. Offa y est donné comme fils de Thingfrith, fils d'Eanwulf, fils d'Osmod, fils d'Eowa, fils de Pybba. Selon ces généalogies, Æthelbald, roi de Mercie de 716 à 757, descend également d'Eowa par un autre de ses fils. Dans la mesure où Æthelbald baille des terres à Eanwulf dans le territoire des Hwicce, il est plausible qu'Offa soit issu de la même branche de la famille royale que lui. Il parle d'Æthelbald comme d'un membre de sa famille dans une de ses chartes, et Heahberht, le frère d'Æthelbald, continue à apparaître comme témoin sur des chartes émises après l'avènement d'Offa,.
Cynethryth, l'épouse d'Offa, est d'ascendance inconnue. De leur mariage naît un fils, Ecgfrith, et au moins trois filles : Ælfflæd, Eadburh et Æthelburh. Il est possible qu'Æthelburh soit l'abbesse du même nom apparentée au roi des Hwicce Ealdred, mais ce prénom est trop courant pour que l'identification soit certaine. Des textes hagiographiques ultérieurs évoquent une autre fille, Ælfthryth, religieuse à l'abbaye de Crowland.

En 757, le roi Æthelbald est « traîtreusement assassiné de nuit par ses propres gardes du corps » selon la continuation anonyme de l'Histoire ecclésiastique de Bède. C'est tout d'abord un certain Beornred qui lui succède, mais son règne est « bref et malheureux », car « la même année, Offa, ayant forcé Beornred à fuir, chercha à s'emparer dans le sang du royaume des Merciens ». Il est possible qu'Offa n'ait commencé à régner qu'en 758, étant donné qu'une charte de 789 est datée de la trente-et-unième année de son règne. 

## Une politique extérieure agressive

### Les Midlands
La lutte de succession dont Offa sort victorieux n'est sans doute pas restée sans conséquences quant à la puissance établie sous le règne d'Æthelbald. L'une des premières tâches du nouveau roi a dû être de rétablir la domination mercienne traditionnelle sur les peuples des Midlands, comme les Hwicce et les Magonsæte. Les souverains des Hwicce apparaissent en tant que reguli (« roitelets ») soumis à Offa sur les chartes datant des deux premières années de son règne, et les Magonsæte semblent eux aussi être rapidement passés sous son contrôle : on ne trouve pas trace d'un souverain indépendant pour ce peuple après 740,,. L'autorité d'Offa s'étend tout aussi rapidement sur le Lindsey, dont la dynastie royale a déjà disparu à cette époque, et sur les Angles du Milieu.
En revanche, l'autorité d'Offa ne semble guère avoir dépassé les frontières traditionnelles de la Mercie durant les premières années de son règne : la suzeraineté exercée par Æthelbald sur les autres royaumes du Sud de l'Angleterre s'est apparemment effondrée durant la lutte pour sa succession. Ce n'est qu'en 764 que l'influence mercienne refait son apparition dans le Kent.

### Le Kent

Le sud-est de l'Angleterre à l'époque d'Offa.

Offa semble avoir profité de la situation instable du Kent après 762. Un système de double royauté est en vigueur dans ce royaume : l'ouest et l'est du pays sont chacun gouvernés par leur propre roi, l'un des deux ayant généralement une position supérieure à l'autre. Jusqu'en 762, le royaume est gouverné par Æthelberht II et Eadberht Ier, auxquels s'adjoint Eardwulf, le fils d'Eadberht. Æthelberht meurt en 762, et la dernière mention d'Eadberht et d'Eardwulf date de la même année. Les chartes des deux années suivantes mentionnent d'autres rois, parmi lesquels Sigered, Eanmund et Heahberht. En 764, Offa accorde des terres à Rochester en son nom propre, avec le roi Heahberht comme simple témoin. Un autre roi de Kent, Ecgberht II, apparaît sur une charte de 765 aux côtés d'Heahberht, charte confirmée par la suite par Offa. L'influence d'Offa sur le Kent est alors claire, et il est possible qu'il ait placé Heahberht sur le trône comme roi client.
Les opinions des historiens divergent sur la possibilité d'une suzeraineté ultérieure d'Offa sur le Kent. On sait qu'il a révoqué une charte d'Ecgberht II, estimant qu'« il était mauvais que son thegn ait osé donner une terre allouée à lui par son seigneur à un autre sans son témoignage », mais la date de la charte originale d'Ecgberht est inconnue, tout comme celle de sa révocation par Offa. Il se peut qu'Offa ait effectivement été le suzerain du Kent à partir de 764 et au moins jusqu'en 776, mais les preuves de son implication dans les affaires de ce royaume sont rares. Les deux chartes de 774 par lesquelles il accorde des terres dans le Kent sont d'une authenticité douteuse, et les chartes de 764-765 pourraient être la trace d'une intervention ponctuelle d'Offa, qui ne se serait ensuite plus préoccupé des affaires kentiques jusqu'en 776.
La Chronique anglo-saxonne rapporte que « les Merciens et les habitants du Kent luttèrent à Otford » en 776, mais elle ne donne pas l'issue de cette bataille d'Otford. Elle est traditionnellement considérée comme une victoire mercienne, mais la domination d'Offa sur le Kent n'est pas attestée avant 785, soit neuf ans plus tard : ainsi, une charte de 784 ne mentionne qu'un roi de Kent nommé Ealhmund. Otford aurait donc pu être en réalité une défaite mercienne,. Les causes du conflit sont également inconnues : si Offa régnait sur le Kent avant 776, la bataille d'Otford trahit sans doute une révolte contre le joug mercien.
Ealhmund ne réapparaît plus après 784, et une série de chartes d'Offa émises entre 785 et 789 témoigne clairement de son autorité. Durant cette période, le Kent est traité comme « une province ordinaire du royaume mercien, ». Offa ne se comporte pas comme un simple suzerain : il cherche à annexer le Kent et à éliminer sa lignée royale. À compter de 785, « Offa est le rival et non le suzerain des rois de Kent » selon l'expression de Patrick Wormald. La domination mercienne dure au moins jusqu'à l'année de la mort d'Offa, en 796, qui voit Eadberht Præn rendre brièvement son indépendance au Kent.
Les interventions d'Offa dans le Kent vers le milieu des années 780 sont peut-être liées à l'exil ultérieur en Francie d'Ecgberht, le fils d'Ealhmund. La Chronique affirme qu'en 825, les hommes du Sud-Est se rallient à Ecgberht lorsqu'il envahit le Kent « parce qu'ils avaient été auparavant arrachés à tort à ses parents ». Cette probable allusion à Ealhmund implique peut-être que ce dernier était un suzerain local, dont l'autorité s'étendait sur les autres royaumes du sud-est. Offa aurait alors cherché à se substituer à lui.

### L'Essex, le Sussex et l'Est-Anglie

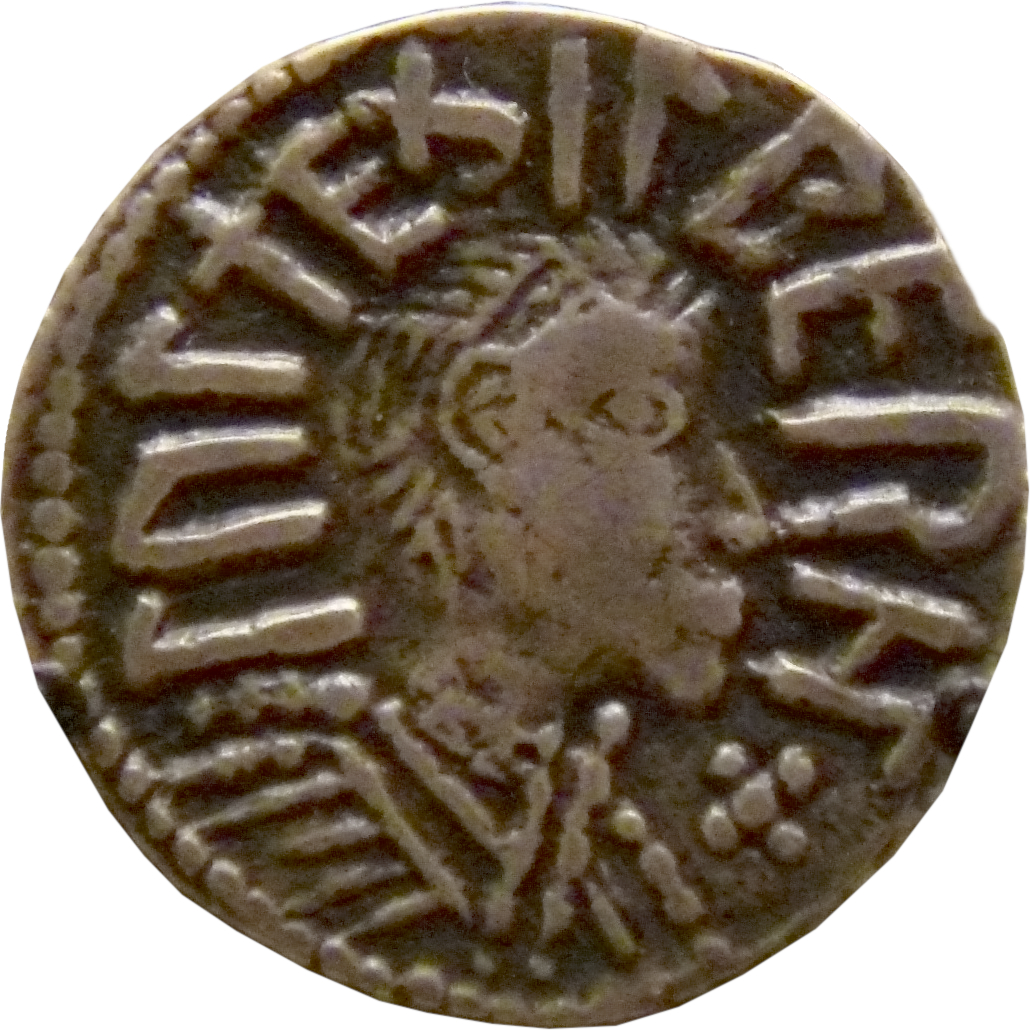
Une pièce à l'effigie d'Æthelberht d'Est-Anglie.

L'histoire du royaume d'Essex au VIIIe siècle est mal connue, mais Londres et le Middlesex, qui en dépendaient jusqu'alors, semblent passer sous contrôle mercien du temps d'Æthelbald, qui y accorde des terres comme bon lui semble, sans considération pour la monarchie locale. Offa reprend les pratiques de son prédécesseur très tôt : dès 767, une charte dispose de terres à Harrow sans qu'un roi d'Essex n'y figure comme témoin,. La maison royale d'Essex se poursuit au VIIIe siècle et au-delà, mais reste soumise à une importante influence mercienne.
Faute de sources, la nature exacte de la royauté du Sussex est inconnue, mais on y trouve des monarques qui règnent simultanément ; il est possible que cette région n'ait jamais constitué un royaume unifié. L'implication d'Offa dans la région n'est documentée que par des chartes, et la chronologie des événements est tout aussi confuse que dans le cas du Kent. Selon le scénario le plus couramment suivi, l'autorité d'Offa est reconnue dès son avènement par les souverains de l'ouest du Sussex, mais pas par ceux de l'est, dans la région de Hastings. Le chroniqueur du XIIe siècle Siméon de Durham note qu'en 771, Offa remporte une victoire sur « le peuple de Hastings », ce qui lui permet peut-être d'étendre son autorité sur tout le Sussex,.
Cependant, l'authenticité des chartes qui corroborent cette version des faits est douteuse, et l'implication directe d'Offa dans les affaires du Sussex ne concerne peut-être qu'une période réduite vers 770-771. Toute trace d'une présence mercienne dans la région disparaît en 772 pour ne réapparaître que vers 790. Il est possible qu'Offa n'ait effectivement pris le contrôle du Sussex qu'en même temps que le Kent, à la fin des années 780.
En Est-Anglie, Beonna devient probablement roi vers 758. Ses premières frappes sont antérieures à celles d'Offa, ce qui implique qu'il était indépendant de la Mercie. L'histoire de l'Est-Anglie perd en clarté par la suite. Æthelberht devient roi, peut-être en 779, et reste indépendant suffisamment longtemps pour frapper lui aussi ses propres monnaies. Pour l'année 794, la Chronique anglo-saxonne indique que « le roi Offa ordonna que la tête du roi Æthelberht fût tranchée ». Sachant qu'Offa fait frapper des pennies en Est-Anglie au début des années 790, il est probable qu'Æthelberht se soit révolté contre lui et ait été décapité en conséquence. Les récits selon lesquels la mort d'Æthelberht serait le résultat des intrigues de Cynethryth, la femme d'Offa, n'apparaissent pas avant les XIe et XIIe siècles, dans les hagiographies du roi-martyr, et n'ont sans doute aucun fondement historique,.

### Le Wessex et la Northumbrie
Au sud, Cynewulf monte sur le trône du Wessex en 757 et reprend une grande partie des terres conquises par Æthelbald de Mercie à la frontière des deux royaumes. En 779, il est vaincu par Offa à Benson, dans l'Oxfordshire. La Mercie recouvre à cette occasion le contrôle d'une partie des terres perdues le long de la Tamise. Avant cette date, aucune charte fiable ne présente Cynewulf dans l'entourage d'Offa, et rien ne prouve qu'Offa ait jamais été le suzerain de Cynewulf. La victoire d'Offa en 779 est peut-être l'élément qui lui a permis d'intervenir dans les affaires du Kent après les morts d'Ecgberht II et de Cynewulf.
Cynewulf est assassiné en 786, et il est possible que son successeur Beorhtric ait été installé sur le trône par Offa. Que ce soit ou non le cas, Beorhtric semble s'être soumis d'une manière ou d'une autre à Offa, : la monnaie mercienne est utilisée dans tout le Wessex du vivant d'Offa, et ce n'est qu'après sa mort que Beorhtric commence à frapper monnaie pour son propre compte. En 789, il épouse Eadburh, une fille d'Offa, et la Chronique note que les deux rois s'allient pour chasser Egbert en Francie pendant « trois années », ajoutant que « Beorhtric aida Offa parce qu'il avait sa fille pour reine ». Certains historiens estiment que « trois années » est une erreur et qu'il faudrait plutôt lire « treize années », faisant durer l'exil d'Egbert de 789 à 802, mais cette hypothèse ne fait pas l'unanimité. Au IXe siècle, le moine Asser affirme qu'Eadburh avait « pouvoir sur presque tout le royaume », et qu'elle « commença à agir en tyran, à l'image de son père ». Si tel était bien le cas, c'est forcément la puissance de son père qui explique son propre pouvoir.
La politique matrimoniale d'Offa s'étend jusqu'à la Northumbrie : en 792, sa fille Ælfflæd épouse le roi Æthelred Ier à Catterick. Cependant, rien n'indique que la Northumbrie se soit jamais soumise à Offa.

### Les Gallois et la digue d'Offa

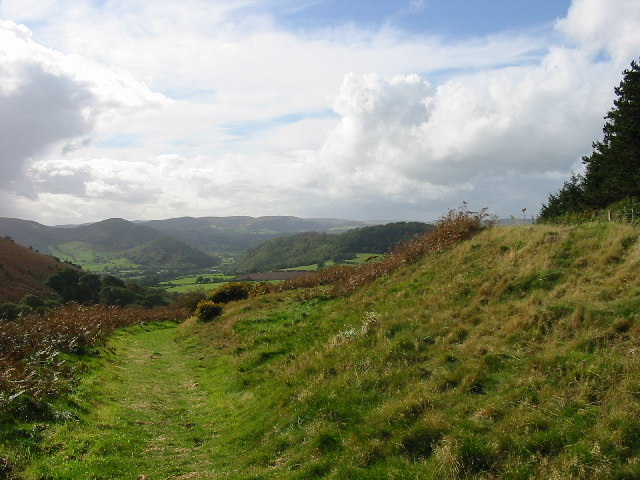
La digue d'Offa près de Knill, dans le Herefordshire.

Offa affronte à plusieurs reprises les divers royaumes du pays de Galles. Une bataille oppose les Merciens aux Gallois à Hereford en 760, et les Annales Cambriae, chroniques galloises du Xe siècle, mentionnent des campagnes merciennes contre le pays de Galles en 778, 784 et 796,.
Le témoignage le plus célèbre du règne d'Offa est la digue d'Offa, une grande barrière de terre qui suit approximativement la frontière anglo-galloise. Elle est mentionnée par le moine Asser dans sa biographie d'Alfred le Grand : « un certain roi vigoureux nommé Offa […] fit bâtir une grande digue entre le pays de Galles et la Mercie, de la mer à la mer ». La digue n'a pas subi de datation archéologique, mais il n'y a aucune raison de remettre en doute les propos d'Asser, d'autant que les anciens noms donnés à cette digue en anglais et en gallois soutiennent également son attribution à Offa. En dépit de l'indication par Asser qu'elle s'étendait « de la mer à la mer », la structure originale ne couvrait probablement que deux tiers de la frontière : au nord, elle s'achève près de Llanfynydd, à moins de 8 kilomètres du littoral, tandis qu'au sud, elle s'achève à Rushock Hill, près de Kington, dans le Herefordshire, à moins de 80 kilomètres du canal de Bristol. La longueur totale de ce segment est d'environ 103 kilomètres. D'autres fortifications de terre existent le long de la frontière galloise, notamment la digue de Wat, mais il est impossible de les dater : on ignore donc si la digue d'Offa est une copie ou le modèle de celle de Wat.

Coupe de la digue d'Offa.

La forme de la digue, qui constitue à la fois une barrière efficace et un bon poste d'observation sur le pays de Galles, implique que les Merciens ont été libres de choisir le meilleur emplacement possible pour son tracé. Il existe pourtant des localités à l'ouest de la digue dont les noms suggèrent qu'ils étaient anglais au IXe siècle. Il est possible qu'en choisissant l'emplacement de leur fortification, les Merciens aient sciemment rendu des terres aux Bretons, à moins que ces localités aient déjà été conquises par les Gallois, auquel cas le rôle de la digue aurait été principalement défensif. La taille de la digue implique un travail et des dépenses considérables qui reflètent les ressources importantes dont disposait son bâtisseur, qu'il s'agisse ou non d'Offa.

## Aspects du règne

### Relations avec l'Église
Offa est un souverain chrétien, mais en dépit des louanges que lui adresse le conseiller de Charlemagne Alcuin pour sa piété et ses efforts pour « instruire [son peuple] dans les préceptes de Dieu », il entre en conflit avec l'archevêque de Cantorbéry Jænberht. Le soutien de ce dernier à Egbert II de Kent a pu donner lieu à une querelle dans les années 760, période qui voit Offa intervenir dans les affaires du Kent. Offa annule des donations faites par Egbert à Cantorbéry, tandis que Jænberht revendique l'abbaye de Cookham, une possession d'Offa.
En 786, le pape Adrien Ier envoie deux légats en Angleterre : les évêques Georges d'Ostie et Théophylacte de Todi. Ils sont chargés d'examiner l'état de l'Église anglo-saxonne et de fournir des canons aux rois, nobles et ecclésiastiques d'Angleterre. Cette mission pontificale est la première depuis la mission grégorienne envoyée par Grégoire le Grand pour convertir les Anglo-Saxons en 597. Les légats passent par Cantorbéry avant d'être reçus à la cour d'Offa. Celui-ci assiste avec Cynewulf de Wessex à un concile durant lequel sont débattus les objectifs de la mission. Georges se rend ensuite en Northumbrie, tandis que Théophylacte parcourt la Mercie et des « parties de la Bretagne ». Un rapport des légats au pape décrit un concile tenu par Georges en Northumbrie et les canons qui en sont sortis, mais la mission de Théophylacte est beaucoup moins bien connue. Après ce concile, George revient dans le sud et un autre concile est organisé, auquel assistent Offa et Jænberht et dont découlent des canons supplémentaires.

Les diocèses d'Angleterre sous le règne d'Offa. La frontière entre les archevêchés de Lichfield et de Cantorbéry est représentée par un trait plein.

En 787, Offa parvient à diminuer la puissance de Cantorbéry par l'établissement d'un archevêché rival à Lichfield. Bien que cette question ne soit pas mentionnée dans les comptes-rendus subsistants des conciles de 786, elle a probablement été débattue avec les légats pontificaux l'année précédente. La Chronique anglo-saxonne mentionne un « synode conflictuel », tenu en 787 à Chelsea, qui approuve la création du nouvel archevêché. Certains historiens estiment que ce synode est en fait le second concile tenu par les légats papaux. Hygeberht, déjà évêque de Lichfield, en devint le premier archevêque, et il reçoit le pallium, symbole de son autorité, à la fin de l'année 788. Le nouvel archevêché s'étend principalement sur les Midlands, avec autorité sur les sièges de Worcester, Hereford, Leicester, Lindsey, Dommoc et Elmham. Les sièges du sud et du sud-est de l'Angleterre restent sous l'autorité de Cantorbéry.
Les rares textes mentionnant la création du nouvel archevêché sont postérieurs au règne d'Offa. Deux versions des faits apparaissent dans un échange de lettres entre Cenwulf, qui devient roi de Mercie peu après la mort d'Offa, et le pape Léon III, en 798. Le premier souhaite que Londres devienne le siège de l'unique archevêché du Sud, abolissant à la fois Cantorbéry et Lichfield, et affirme donc que c'est seulement par haine de Jænberht qu'Offa désirait la création d'un nouvel archevêché. Léon, qui souhaite éviter toute accusation de complicité avec les motivations impies attribuées à Offa par Cenwulf, lui répond que la papauté n'a accepté sa création qu'en raison de la taille du royaume de Mercie. Toutes ces raisons sont plausibles. La version de Cenwulf est soutenue par une lettre d'Alcuin à l'archevêque Æthelhard, dans laquelle il exprime son opinion que l'archevêché de Cantorbéry a été divisé « non pas, comme il le semble, sur des considérations raisonnables, mais dans un désir certain de puissance ». Par la suite, Æthelheard lui-même affirme que l'octroi d'un pallium à Lichfield est dû à des « tromperies et suggestions mensongères ».
Une autre raison possible pour l'élévation de Lichfield est liée au fils d'Offa, qui est sacré par Hygeberht dans l'année qui suit. Il est possible que Jænberht ait refusé de le faire, et qu'Offa ait donc eu besoin d'un autre archevêque qui se plierait à sa volonté. La cérémonie elle-même est remarquable sur deux points : c'est le premier sacre connu d'un roi anglais, et il affirme le statut royal d'Ecgfrith avant même la mort de son père. Offa sait sans doute que les fils de Charlemagne, Pépin le Bossu et Louis le Pieux, ont été sacrés par le pape Adrien et cherche à imiter la prestigieuse cour carolingienne. D'autres précédents existent : Æthelred de Mercie aurait nommé son fils Cenred roi de son vivant, et il est possible qu'Offa ait également eu à l'esprit des exemples de couronnements byzantins.
Malgré la création du nouvel archevêché, Jænberht reste le plus puissant ecclésiastique de Grande-Bretagne, car Hygeberht lui concède la préséance. À sa mort, en 792, Jænberht est remplacé par Æthelhard. Le nouvel archevêque est sacré par Hygeberht, qui remplace Jænberht à la tête du clergé. Par la suite, Æthelhard apparaît comme témoin sur des chartes et préside des synodes sans Hygeberht, ce qui implique qu'Offa continue à respecter au moins en partie l'autorité de Cantorbéry.
Il subsiste une lettre du pape Adrien à Charlemagne qui mentionne Offa, mais sa date est incertaine : elle pourrait dater de n'importe quand entre 784 et 791. Dans cette lettre, Adrien rapporte une rumeur parvenue à ses oreilles : Offa aurait proposé à Charlemagne de déposer Adrien et de le remplacer par un pape franc. Adrien affirme ne pas croire cette rumeur, mais sa lettre trahit son inquiétude. Les ennemis d'Offa et de Charlemagne, qu'Adrien mentionne comme source de la rumeur, ne sont pas nommés. Il est difficile de dire si cette lettre est liée à la mission de 786. Si elle lui est antérieure, alors la mission aurait pu avoir en partie un rôle de réconciliation, mais il est également possible que la lettre ait été écrite après.

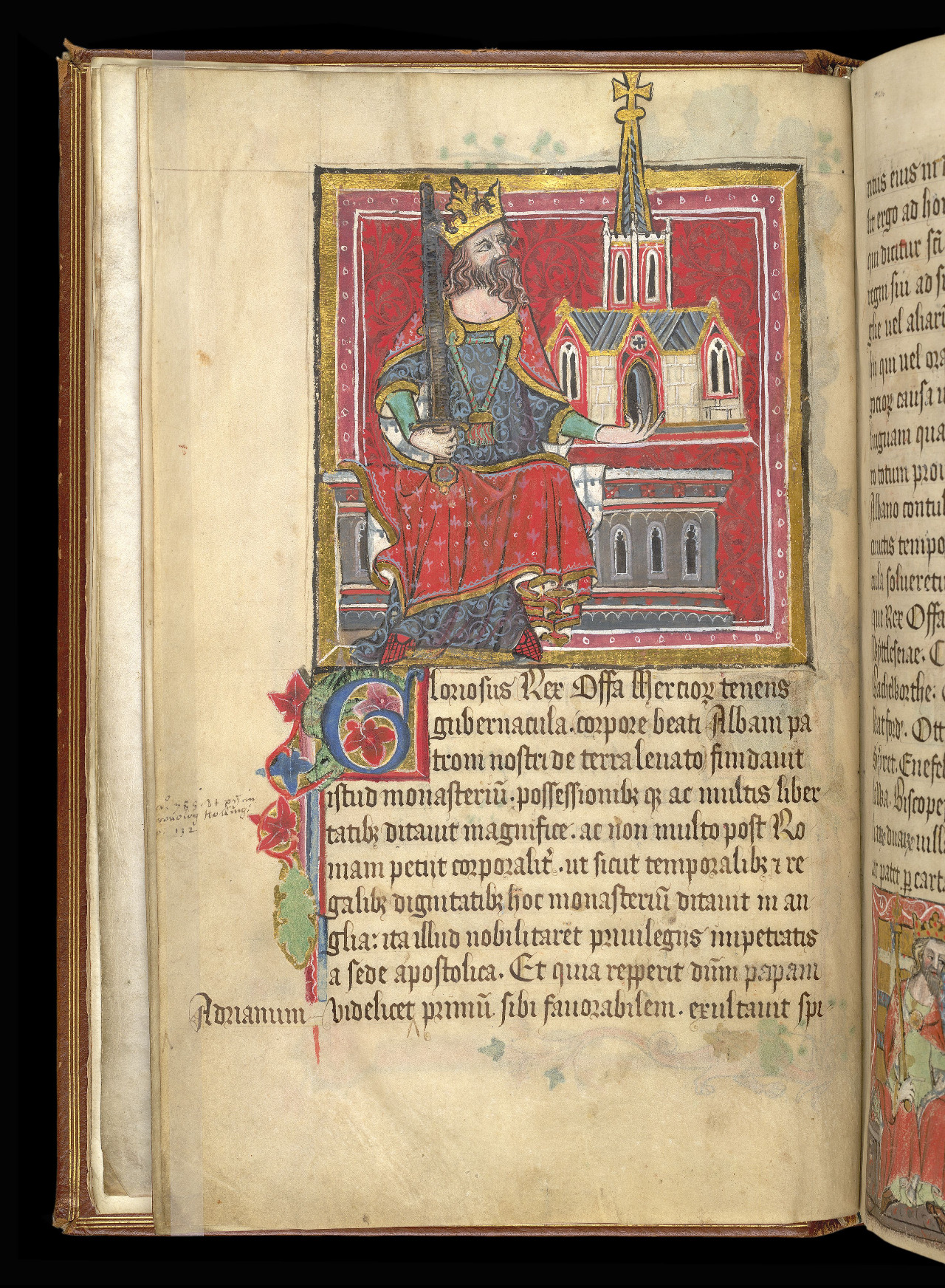
Offa dans le livre des bienfaiteurs de l'abbaye de Saint-Albans (1380). Il est représenté tenant le bâtiment dans sa main. British Library, Cotton Nero D VII.

Offa est un bienfaiteur généreux pour l'Église : il fonde plusieurs églises et monastères, souvent dédiés à saint Pierre. L'une de ses fondations les plus importantes est l'abbaye de St Albans, probablement fondée au début des années 790 pour promouvoir le culte d'Alban de Verulamium. Il promet également un don annuel de 365 mancusii à Rome, un mancus valant trente pennies d'argent. Pour les souverains de cette époque, contrôler des établissements religieux est un moyen d'assurer des revenus à leur famille, et Offa s'assure (par l'acquisition de privilèges pontificaux) que sa famille n'en perde pas le bénéfice à sa mort. Ce traitement des établissements religieux comme des biens séculiers représente une rupture par rapport au début du VIIIe siècle : à l'époque, de nombreuses chartes témoignent de la fondation et de la dotation de petits ministères, plutôt que de l'assignation de ces terres à des laïcs. Dans les années 770, une abbesse nommée Æthelburh (peut-être la fille d'Offa portant le même nom) baille de multiples établissements religieux sur les terres des Hwicce, un comportement comparable à celui d'« un spéculateur assemblant un portefeuille ». La possession de ces terres par Æthelburh présage du contrôle des terres religieuses par Cynethryth, et ce modèle est encore suivi au début du IXe siècle par Cwenthryth, la fille de Cenwulf.
On attribue traditionnellement à Offa ou à Ine de Wessex la fondation de la Schola Saxonum à Rome, dans l'actuel rione de Borgo. La Schola Saxonum doit son nom aux milices saxonnes en service à Rome, mais elle devient au fil du temps une hôtellerie pour les visiteurs anglais de la ville.

### La Mercie et l'Europe continentale
Les relations diplomatiques d'Offa avec l'Europe continentale sont bien documentées pour les douze dernières années de son règne uniquement. Dans des lettres datant de la fin des années 780 ou du début des années 790, Alcuin félicite Offa pour son soutien à l'éducation et salue Cynethryth et Ecgfrith, son épouse et son fils,. Vers 789 ou peu avant, Charlemagne propose à Offa de marier son fils Charles à l'une de ses filles, vraisemblablement Ælfflæd. Dans sa réponse, Offa demande la main de Berthe, fille de Charlemagne, pour son fils Ecgfrith. Indigné, Charlemagne rompt ses relations avec la Grande-Bretagne et interdit aux vaisseaux anglo-saxons de débarquer dans ses ports. La correspondance d'Alcuin montre clairement que la dispute n'est toujours pas résolue à la fin de l'année 790, et qu'Alcuin lui-même souhaite servir d'émissaire pour ramener la paix. En fin de compte, les relations diplomatiques sont rétablies entre les deux souverains, au moins en partie par l'entremise de l'abbé Gervold de Fontenelle,.
Il est probable que le règne d'Offa soit confronté aux premières incursions vikings sur son territoire. En effet, il rédige une charte en 792 afin de faire face à la pression des raids. La charte, conservée dans deux cartulaires du XIIIe siècle est jugée vraisemblable et mentionne la nécessité d'un service militaire destiné à faire face aux « païens de la mer avec leur flotte en mouvement ».
Charlemagne cherche le soutien de l'Église anglaise au synode de Francfort de 794, qui rejette les canons du deuxième concile de Nicée (787) et condamne l'hérésie adoptianiste des évêques espagnols Félix et Élipand. En 796, Charlemagne écrit à Offa une lettre qui nous est parvenue et qui fait référence à une autre lettre qu'Offa lui avait envoyé. Cette correspondance entre les deux rois constitue le plus ancien document connu de l'histoire de la diplomatie anglaise. La lettre de Charlemagne traite essentiellement du statut des pèlerins anglais sur le continent et de cadeaux diplomatiques, mais elle révèle bien d'autres choses concernant les relations entre Anglo-Saxons et Francs. Charlemagne appelle Offa son « frère » et mentionne le commerce de pierres noires, envoyées en Angleterre depuis le continent, ainsi que de capes (ou peut-être de tissus) vendus par les Anglo-Saxons aux Francs. La lettre de Charlemagne parle également d'exilés anglais, nommant un certain Odhbert qui est presque certainement l'ancien roi de Kent Eadberht Præn. Le soutien aux opposants d'Offa fait clairement partie de la politique de Charlemagne : non content d'accueillir à sa cour Eadberht ou Egbert de Wessex, il envoie également des cadeaux au roi Æthelred Ier de Northumbrie.
Les événements de 796 ont parfois été dépeints comme une lutte entre Offa et Charlemagne, mais la puissance de ces deux monarques n'a rien de comparable. À cette date, Charlemagne règne sur un empire s'étendant de l'Atlantique à la plaine de Pannonie, face auquel le royaume d'Offa et de Cenwulf ne fait clairement pas le poids.

### Le gouvernement

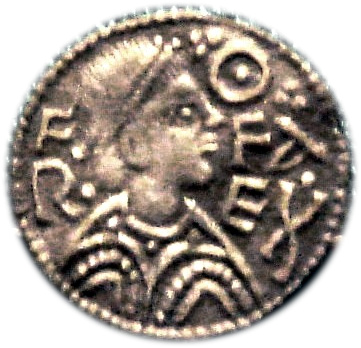
Penny d'argent d'Offa.

Les rares sources qui subsistent n'éclairent guère la nature de la royauté mercienne. Deux théories principales s'opposent concernant l'ascendance des rois merciens de l'époque. Selon la première, les descendants des différentes branches de la famille royale sont en compétition pour le trône. Au milieu du VIIe siècle, par exemple, Penda place des membres de sa famille à la tête des provinces conquises. Selon l'autre, le trône serait disputé entre des familles distinctes disposant de bases locales, comme les sous-royaumes des Hwicce, des Tomsæte ou des Gaini. Les alliances matrimoniales jouent peut-être également un rôle. Les rois doivent peut-être leur pouvoir aux divers magnats rivaux, ceux que les chartes nomment « dux » ou « princeps », auquel cas ils ne seraient guère plus que des nobles un peu plus éminents que les autres,. Offa semble avoir tenté d'accroître la stabilité de la royauté mercienne, à la fois en éliminant les rivaux dynastiques de son fils Ecgfrith et en diminuant le statut de ses rois vassaux, dont certains sont dégradés jusqu'au rang d'ealdorman. C'est un échec : son fils ne lui survit que quelques mois, et la Mercie du IXe siècle continue à choisir ses rois parmi plusieurs familles.
Une série de burhs défensifs est édifiée sous le règne d'Offa, mais on ne connaît pas avec certitude leurs emplacements : il est possible que Bedford, Hereford, Northampton, Oxford et Stamford en aient fait partie. Outre leur rôle défensif, ces burhs constituent également des centres administratifs et commerciaux qui témoignent de l'évolution de l'économie de la Mercie, qui cesse progressivement d'être un simple rassemblement de peuples des Midlands. Ces burhs annoncent le réseau défensif mis en œuvre par Alfred le Grand un siècle plus tard pour lutter contre les invasions danoises,. Néanmoins, les bouleversements économiques entraînés par la fondation des burhs n'ont peut-être pas été compris par Offa : il est hasardeux d'affirmer qu'il a pu envisager tous leurs bienfaits.
En 749, Æthelbald de Mercie promulgue une charte libérant les terres ecclésiastiques de toute obligation, hormis la construction de forteresses et de ponts, une obligation relevant de la trinoda necessitas à laquelle tout individu est soumis,. Dans ses chartes du Kent, Offa impose la même obligation aux bénéficiaires de ces chartes en réaction à la menace des « marins païens, », ce qui témoigne peut-être de l'expansion de cette coutume hors de Mercie,.
Alfred le Grand mentionne, dans la préface de son code de lois, l'existence d'une législation promulguée par Offa, mais rien d'autre n'en subsiste. Alfred explique avoir repris dans son code celles des lois d'Offa, d'Ine de Wessex et d'Æthelberht de Kent qu'il considère « les plus justes ». Ces « lois d'Offa » constituaient peut-être un code indépendant, à moins qu'Alfred ne fasse référence au rapport de la mission papale de 786 : celui-ci contient en effet des textes de lois auxquels devaient obéir les Merciens.

### Les monnaies

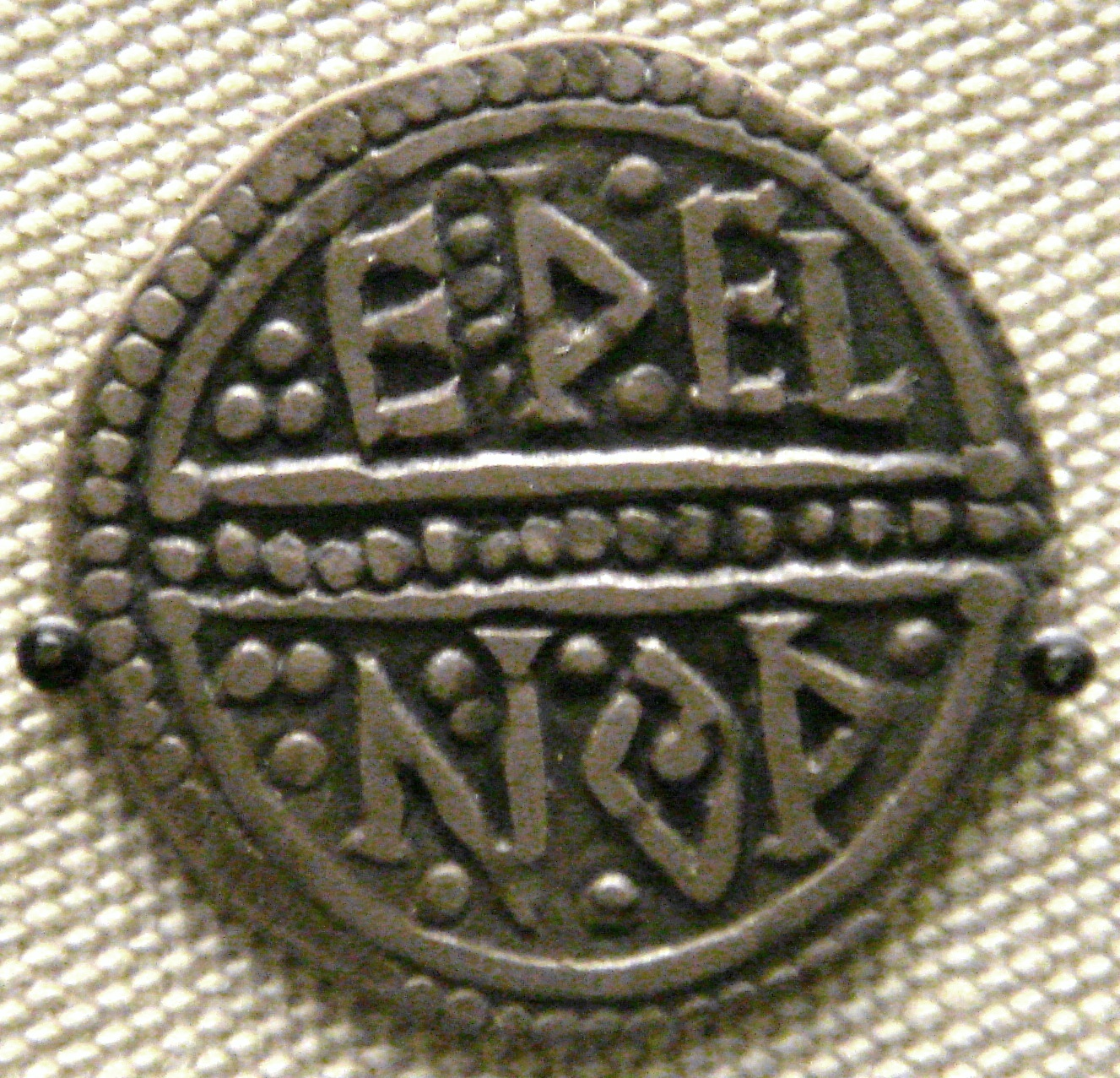
Une pièce d'Offa frappée par Eþelnoþ.

Les monnaies les plus courantes au début du VIIIe siècle sont les sceattas, de petites pièces d'argent qui portent rarement un nom du monnayeur de roi. Elles sont vraisemblablement appelées « pennies » par les contemporains, et les lois d'Ine de Wessex y font référence,. Cette frappe légère, par opposition aux pièces plus lourdes émises par la suite sous le règne d'Offa, peut être datée de la fin des années 760 et du début des années 770.
On peut identifier une seconde frappe, de poids moyen, avant le début des années 790. Ces nouvelles pièces, dont la création est liée aux réformes monétaires carolingiennes survenues à la même époque, sont plus lourdes que les pennies qu'elles remplacent, avec un diamètre supérieur et une épaisseur moindre. Les nouvelles pièces portent presque systématiquement le nom d'Offa et celui du monnayeur. Des pièces au nouveau format sont également produites par les rois d'Est-Anglie, du Kent et de Wessex à cette époque, signe possible de l'extension de la réforme au-delà des frontières merciennes.
Certaines pièces du règne d'Offa portent les noms des archevêques de Cantorbéry Jænberht et Æthelhard. Les pièces de Jænberht sont toutes de l'ancien format. Eadberht, évêque de Londres dans les années 780, semble avoir également frappé ses propres monnaies. Il est possible qu'Offa ait accordé le droit de frappe à Eadberht à la suite de sa querelle avec Jænberht, pour peut-être le révoquer après l'élévation de Lichfield au rang d'archevêché.
Les nouvelles pièces sont souvent d'une grande qualité artistique, supérieure à celle des monnaies franques contemporaines. Selon Frank Stenton, les portraits d'Offa « présentent une exécution d'une délicatesse inégalée dans toute l'histoire de la numismatique anglo-saxonne ». Parmi ces portraits, l'un d'eux, « d'une élégance frappante », représente le roi avec une chevelure en boucles volumineuses ; sur un autre, il porte la frange et des boucles serrées. Certaines pièces le montrent portant un collier avec un pendentif. La variété de ces représentations implique que les graveurs s'inspirent de sources artistiques variées.

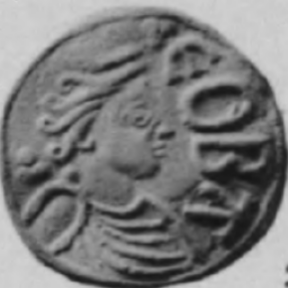
Un penny à l'effigie de Cynethryth.

Une série remarquable, frappée par le monnayeur Eoba, présente des portraits de la reine Cynethryth : l'épouse d'Offa est la première et dernière reine anglo-saxonne ayant eu des pièces à son effigie. Cette série s'inspire probablement de pièces de l'empereur byzantin Constantin VI, dont une série porte le visage de sa mère, la future impératrice Irène. Cependant, les pièces byzantines montrent Irène de face et non de profil : elles ne sauraient donc avoir été un modèle direct.
Les monnaies d'argent connaissent une nouvelle réforme vers 792-793, au moment de la mort de l'archevêque Jænberht. Le poids des pièces est encore accru, et un dessin standardisé (qui n'est pas un portrait) est introduit dans toutes les frappes. Aucune des pièces de Jænberht et de Cynethryth ne suit ce format, alors que toutes celles du nouvel archevêque Æthelhard y correspondent.

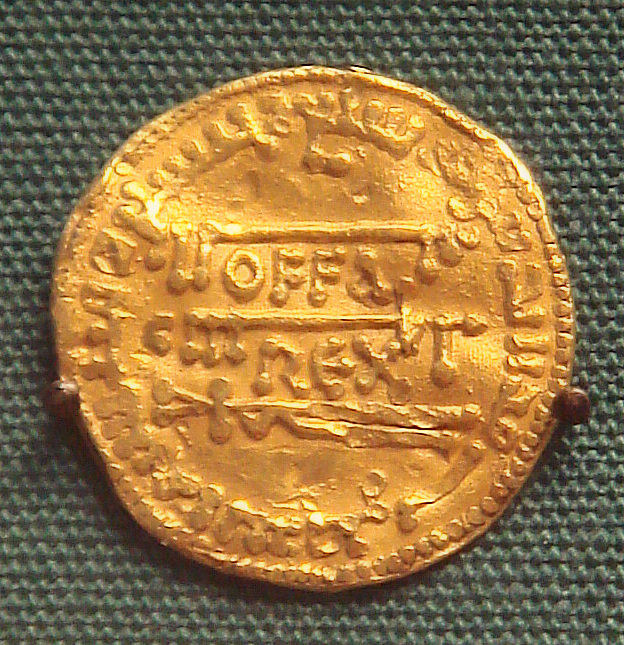
Le dinar d'Offa.

Il subsiste également des pièces d'or datant du règne d'Offa. L'une est une copie d'un dinar abbasside frappé en 774 par le calife Al-Mansur, avec l'inscription « Offa Rex » centrée au revers. Les nombreuses erreurs que comprend le texte arabe prouvent que le monnayeur n'avait aucune connaissance de cette langue. Cette pièce a pu être frappée pour commercer avec Al-Andalus, à moins qu'elle ne fasse partie du tribut annuel de 365 mancusii promis par Offa à Rome. Il existe d'autres copies occidentales de dinars abbassides datant de cette période, mais on ignore si elles sont anglo-saxonnes ou franques. Deux autres pièces d'or anglo-saxonnes subsistent, provenant de deux monnayeurs, Pendraed et Ciolheard. La première date vraisemblablement du règne d'Offa, mais la seconde appartient peut-être plutôt à celui de Cenwulf, qui monte sur le trône en 796. Leur but reste incertain : il est possible qu'elles aient servi d'aumônes,.
Si beaucoup de pièces portent le nom d'un monnayeur, l'atelier où la pièce est frappée n'est pas indiqué. En conséquence, le nombre et l'emplacement des ateliers d'Offa sont incertains. Il est possible qu'il y ait eu quatre ateliers situés à Cantorbéry, à Rochester, à Londres et quelque part en Est-Anglie.

## Mort et succession
Offa meurt le 29 juillet 796 et est enterré à Bedford, dans une église qu'il a fondée. Son fils Ecgfrith lui succède, mais d'après la Chronique anglo-saxonne, il meurt après seulement 141 jours de règne. Une lettre écrite par Alcuin à un ealdorman mercien en 797 montre clairement qu'Offa s'est donné beaucoup de mal pour assurer la succession à son fils : selon Alcuin, « ce noble jeune homme [Ecgfrith] n'est pas mort pour ses propres péchés ; mais la vengeance du sang versé par le père a touché le fils. Car vous savez très bien combien de sang son père a versé pour assurer le royaume à son fils ». Non content de faire sacrer son fils en 787, Offa semble avoir éliminé tous ses rivaux potentiels : on ne connaît aucun parent proche d'Offa ou d'Ecgfrith de sexe masculin, et Cenwulf, le successeur d'Ecgfrith, ne leur est apparenté que de loin.

## Postérité: le premier roi d'Angleterre?

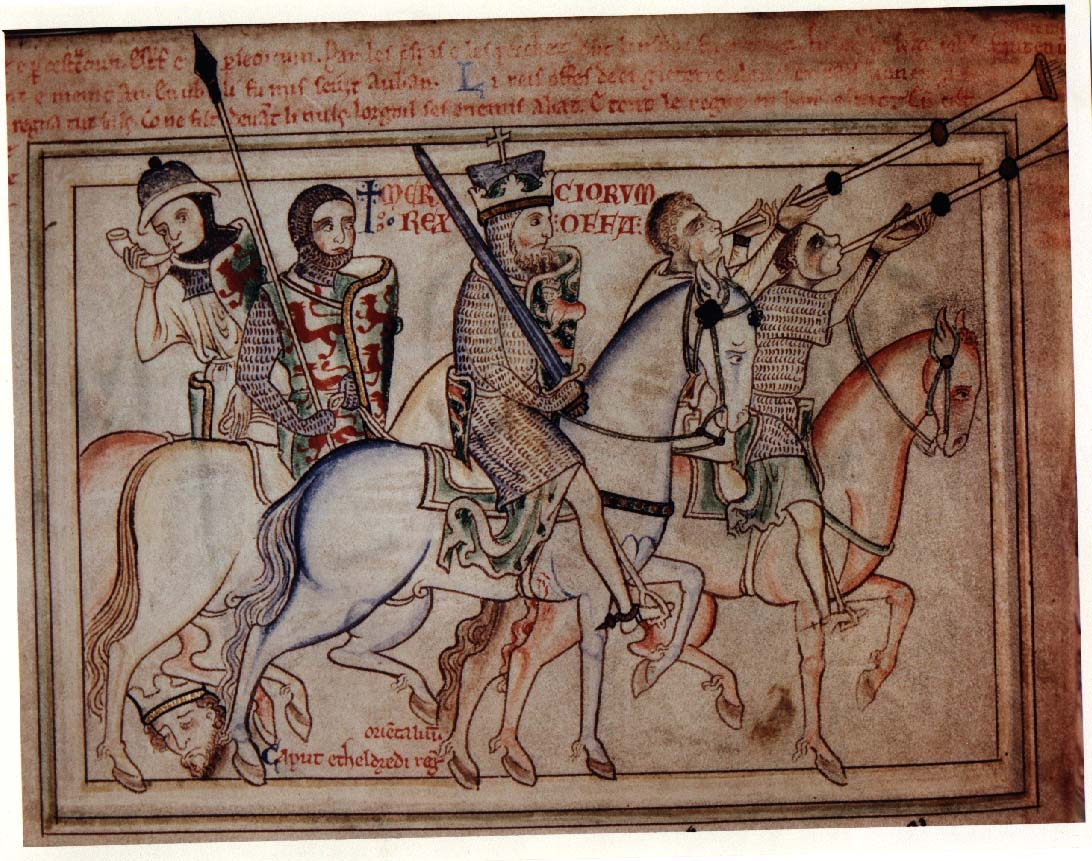
Offa à cheval dans la Vie de Seint Auban de Matthieu Paris, vers 1235, Trinity College, MS E.I.40.

La plupart des chartes d'Offa lui donnent pour titre « rex Merciorium » ou « roi des Merciens », parfois « roi des Merciens et des nations environnantes ». Le titre de « rex Anglorum », soit « roi des Anglais », apparaît sur certaines de ses chartes. Il peut s'agir d'une volonté manifeste d'affirmer sa puissance, mais ce point reste sujet à débat. En effet, l'authenticité de plusieurs des chartes où Offa porte le titre de « rex Anglorum » est douteuse : il s'agit peut-être de faux datant du Xe siècle, époque où ce titre est devenu le titre usuel des rois d'Angleterre. L'argument le plus convaincant en faveur de ce titre ne provient pas des chartes d'Offa, mais de ses monnaies : quelques-uns de ses pennies portant l'inscription « Of ℞ A », mais il n'est pas certain que cela signifie bien « Offa Rex Anglorum ».
Dans son ouvrage Anglo-Saxon England (1943), Frank Stenton décrit Offa comme le plus grand des rois anglo-saxons, affirmant qu'« aucun autre roi anglo-saxon ne considéra jamais le reste du monde avec […] un sens politique aussi aiguisé ». Pour de nombreux historiens, comme Peter Hunter Blair, seul Alfred le Grand a connu davantage de réussite qu'Offa entre tous les rois de la période anglo-saxonne. Au XXe siècle, le règne d'Offa a parfois été considéré comme une étape importante vers l'unification du royaume d'Angleterre, mais ce point de vue a été abandonné par la plupart des historiens : pour Simon Keynes, « Offa était guidé par la soif du pouvoir et non par une vision de l'unité anglaise ; il a laissé une réputation et non un héritage ». Offa se considérait vraisemblablement lui-même comme « roi des Merciens », et ses succès militaires ont contribué à faire de la Mercie, jusqu'alors simple confédération de peuples, un royaume puissant et agressif,.